# آرادو آر ۷۹
آرادو آر ۷۹ (به انگلیسی: Arado Ar 79) یک هواپیمای تک‌باله آموزشی تک موتوره دو سرنشین ساخت شرکت آرادو فلوکتسایک‌ورک در آلمان بود. اَرّاده فرود این هواپیما جمع شونده، بال‌هایش از تخته چندلا و بدنه از فلز پوشیده با پارچه ساخته شده بود. ویژگی ساختاری این هواپیما باعث کاهش وزن و سبکی فوق‌العاده آن شده بود.
این هواپیما چند رکورد سرعت را در زمان خود شکست.

## مشخصات فنی

### مشخصات عمومی
- خدمه: دو نفر
- طول: ۷٫۶ متر
- طول بال: ۱۰ متر
- ارتفاع: ۲٫۱ متر
- مساحت بال: ۱۴ متر مربع
- وزن خالی: ۴۶۰ کیلوگرم
- وزن خالص: ۷۶۰ کیلوگرم
- ظرفیت سوخت: ۱۰۵ لیتر
- نیرومحرکه: یک موتور پیستونی چهار سیلندر Hirth HM 504 خنک شونده با هوا: ۱۰۵ اسب بخار
- پروانه: دو تیغه چوپی

### عملکرد
- حداکثر سرعت: ۲۳۰ کیلومتر بر ساعت در سطح دریا
- سرعت فرود: ۲۰۵ کیلومتر بر ساعت
- پایاسیر: ۲۲۱ کیلومتر بر ساعت
- برد: ۱۰۲۵ کیلومتر
- پایداری در هوا: ۲ ساعت و ۲۴ دقیقه
- حداکثر ارتفاع: ۵۵۰۰ متر
- سرعت صعود: ۴ متر بر ثانیه، ۱۰۰۰ متری در ۳٫۸ دقیقه
- ظرفیت مخزن سوخت: ۱۰۵ لیتر
- مصرف سوخت: ۱۰ لیتر در هر ۱۰۰ کیلومتر

### تسلیحات
- دو مسلسل MG 17 با کالیبر ۷٫۹۲ میلی‌متر، ۲۵۰ فشنگ برای هر مسلسل
- ۲ بمب ۱۰ کیلوگرمی